# Пошта Азербејџана
Азерпост (азер. Azərpoçt) је компанија одговорна за поштанске услуге у Азербејџану.
Азерпост је основан 29. септембра 1999. године од стране Министарства комуникација Азербејџана, наредбом "Број 151" под називом "О наставку реформи и побољшању структуре у пост-комуникацијској области". Он је заменио претходну Азерпост продуктивну унију (азер. Azərpoçt İstehsalat Birliyi) која је основана након распада Совјетског Савеза 1991. године. Азерпост је постао национални поштански оператор 2004. године и покрива све територије Азербејџана.
Азерпост има 4 филијале. То су услуге сортирања и техничке подршке, експресна пошта и посебна комуникација.
Сам Азерпост има 71 огранак. Оне пружају поштанске услуге и неке комерцијалне услуге корисницима путем поштанских шалтера. Постоји око 1.500 поштанских шалтера Азерпоста. Они су под надзором филијала и првенствено пружају поштанске услуге.

## Услуге
- Традиционалне поштанске или пакетне услуге
- Нетрадиционалне услуге (банкарство, осигурање итд.)
- Финансијске услуге - електронска плаћања (пензије, социјалне помоћи, новчани трансфери, итд.), Наплата (плаћања за комуналије, порези), депозити (рокови и бескаматни), продаја осталих штедних производа, унапређење постојећег система новчаних налога, издавање дебитних картица (на основу депозита клијената) и датум рођења.
- Услуге е-управе - издавање разних сертификата, пословних и личних докумената од стране локалних и централних извршних органа,
- Плаћање пореза, такси и других накнада локалним и централним извршним органима,
- Е-услуге пословања, е-трговина, отварање сајбер-поште и е-маил адреса, приступ интернет мрежи, информације и електронске базе података.[2]

## Историја развоја
Прву систематизовану поштанску комуникацију је 1501. године створио Шеф Сафавидске државе, шах Исмаил Хатај, ради побољшања економије, заштите земље од непријатеља, као и успостављања система чврстог управљања и прикупљања информација из удаљених подручја земље.
Модеран пост-систем је доведен у Азербејџан почетком 19. века, а прва пошта је отворена 1818. године у Јелисаветпољу (данашња Ганџа). Прва пост-комуникација остварена је у Азербејџану 1. јуна 1818. године. Касније су пост-експедиције организоване у Бакуу 1826. године, у Нахчивану 12. марта 1828. године,  а 15. јуна 1830. године успостављен је поштански шалтер са првим степеном у Шамахију и Шуши који је имао за циљ да развије економске везе између Русије и Закавказја (Јужни Кавказ). Тако су се први поштански шалтери појавили у Азербејџану током 1830-их (прва класа у Шуши, Шамаху, Бакуу и Нахчивану, друга класа у Ганџи и Губи).
Коришћење железнице за испоруку поштанских пошиљака између Бакуа и Тбилисија 9. маја 1883. и између Бакуа и Дарбанда 1900. године, биле су две прекретнице за даљи развој поштанских услуга. Прва пост-испорука између лука Кавказа и Ирана (Рашт и Астарабад) преко Каспијског мора догодила се 1861. Поштанска комуникација између Тбилисија и Кулфе успостављена је да подржи транзитну трговину са Ираном у периоду 1863-1972. Азербејџанска Демократска Република (1918-1920) основала је Министарство поште и телеграфа 6. октобра 1918. године., а 15. марта 1919. између Азербејџана и Грузије организована је размена поштанских пошиљака, новчаних налога, вредносних писама и пакета. Пост-телеграфски односи између Азербејџана и Ирана спостављени су 6. априла 1920. године
Током Другог светског рата, како би се развила економија и побољшао социјални положај људи, било је потребно повећање поштанских услуга. Тако су се у том периоду поштанске комуникационе мреже повећале 9 пута и достигле 524 у поређењу са стањем из 1920. године, а 402 или 76,7% у селима.
Године 1945. у Бакуу је одржана Међународна експедиција. Овај догађај је имао за циљ да осигура кретање међународних пакета, као и њихову заштиту и контролу. У истој години, дужина пост-испоруке домаћим ваздушним превозом износила је 1042 км.
У 1950-им годинама у поређењу са 1940-им, размена писама је порасла 140%, пакета 80%, новчаних налога 237%, часописа 80%, а број поштанских сандучића порастао је на 3000.
Године 1955. укупна дужина поштанских праваца била је око 8668 км. Капацитет испоруке ваздушним превозом износио је 736,1 тона, морским путем 4212 тона.
Године 1970. у односу на 1940. број поштанских објеката порастао је 3 пута и износио је 1590 (нарочито у руралним подручјима 1171), број поштанских дописа повећао се 3 пута и чинио 75 милиона, пошиљке су повећане 2 пута, часописи 6,5 пута, удаљеност од поштанских путева 3 пута (достигли 20023 км), број аутомобилских путева се повећао 9 пута и достигао 1705 хиљада км. Током овог процеса је смањена употреба поштанских кочија.
Крајем 20. века, распадом СССР-а, производна унија „Азерпост“ заменила је бивши поштански систем и почела са организацијом поштанских и електричних комуникација и пружања услуга у Азербејџану.
“Азерпост” СЕ као следбеник ПУ “Азерпост” основан је наредбом Министарства комуникација од 23.09.1999, бр. 151 “О наставку реформи и унапређењу структуре у области пост-комуникације”. Предузеће је основано на бази производног синдиката “Азерпост” и постало је његов правни наследник.

## Структура организације
- Центар за сортирање
- “Азерекспреспост”
- Специјални комуникациони центар
- Центар за техничку подршку

“Азерпост” СЕ се састоји од 63 поштанске филијале, 1537 поштанских шалтера и 130 поштанских агенција.